# Estação Parada Maringá
Parada Maringá é uma estação de trem do Rio de Janeiro.
A estação foi operada pela CENTRAL e funcionou até maio de 2011, quando o Ramal de Guapimirim foi repassado para SuperVia.
Atualmente a estação se encontra desativada.